# KAB-500L
Pour les articles homonymes, voir Kab.

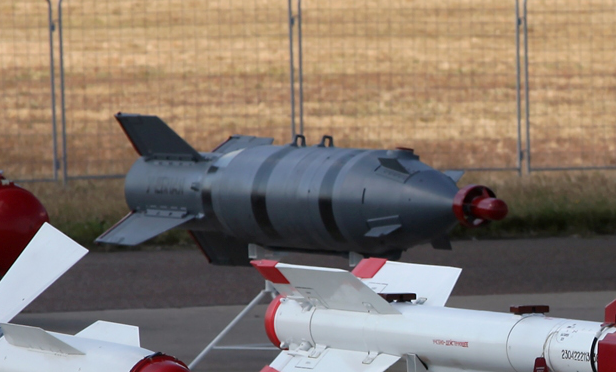
Bombe guidée KAB-500L

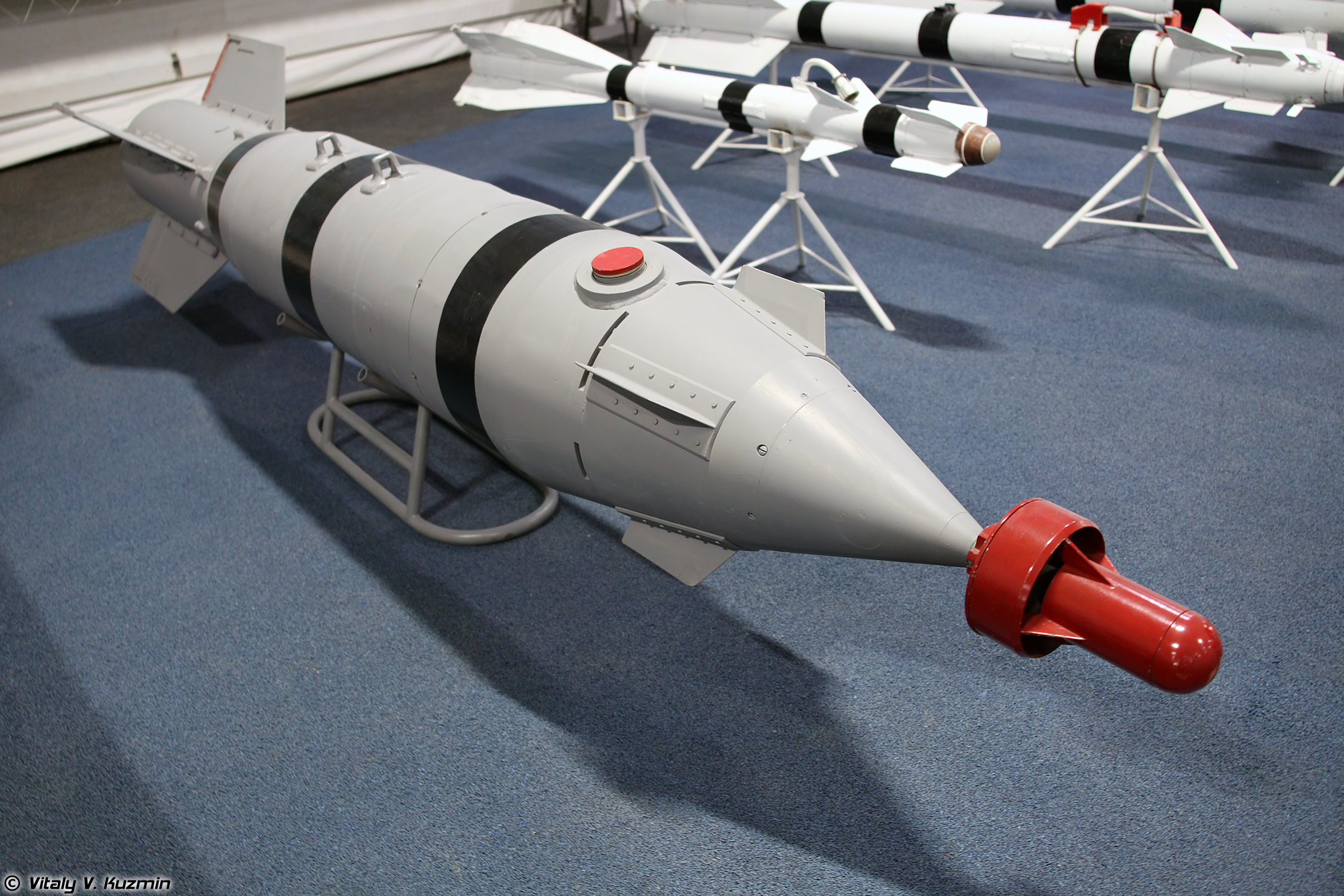
Bombe aérienne KAB-500L au Park Patriot

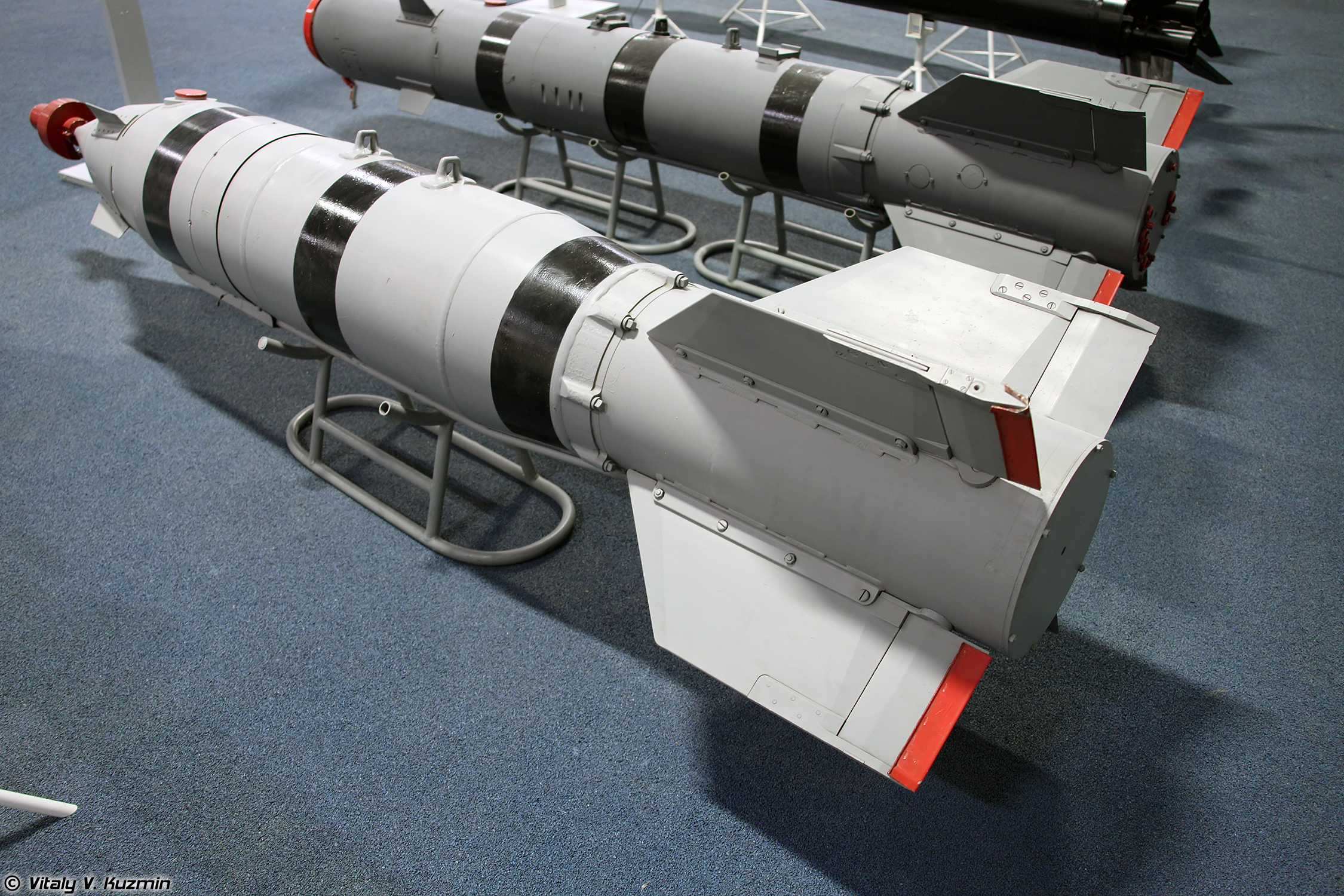
Bombe aérienne KAB-500L au Park Patriot, angle arrière

La KAB-500L est une bombe à guidage laser développée par l'armée de l'air soviétique, entrée en service en 1975. Elle reste en service dans la CEI et dans l'armée de l'air russe post-soviétique.
La KAB-500L est une bombe polyvalente standard FAB-500, qui a une masse nominale de 500 kg, équipée d'un chercheur laser semi-actif et d'ailerons de guidage, la transformant en une bombe guidée non alimentée. La KAB-500L est conçue pour engager des cibles fixes de petite taille en surface, telles que des abris en béton armé, des pistes, des ponts ferroviaires et routiers, des installations industrielles militaires, des navires de guerre et des navires de transport.
La KAB-500L fait 3,05 m de long et pèse 525 kg . Son ogive représente 450 kg de la masse totale, dont environ 50 % sont des explosifs puissants à effet de souffle. Des sources russes lui attribuent un CEP de 7 m. La technologie de la KAB-500L est également utilisée pour les bombes plus grosses, comme la famille KAB-1500L.
Elle est également utilisée par l'armée de l'Air indienne. La plate-forme de lancement principale est le Su-30MKI. Cette bombe est également utilisée par l'Armée de l'air royale de Malaisie sur ses Sukhoi Su-30MKM.

## KAB-500S-E
KAB-500S-E est une munition à guidage de précision dont le système de guidage est basé sur la technologie GLONASS. L'arme peut être larguée depuis un avion volant à une altitude de 500 m à 5 000 m et avec une vitesse de 500 à 1 150 km/h. Le CEP est de 7 à 12 m. Ces bombes ont été utilisées pour la première fois lors de l'intervention militaire russe dans la guerre civile syrienne en septembre 2015.

## FAB-1500
Munition d'une tonne cinq pouvant être utilisée avec un kit UMKP (УМПК : russe : Унифицированный модуль планирования и коррекции), elle est utilisée sur Adviïvka.

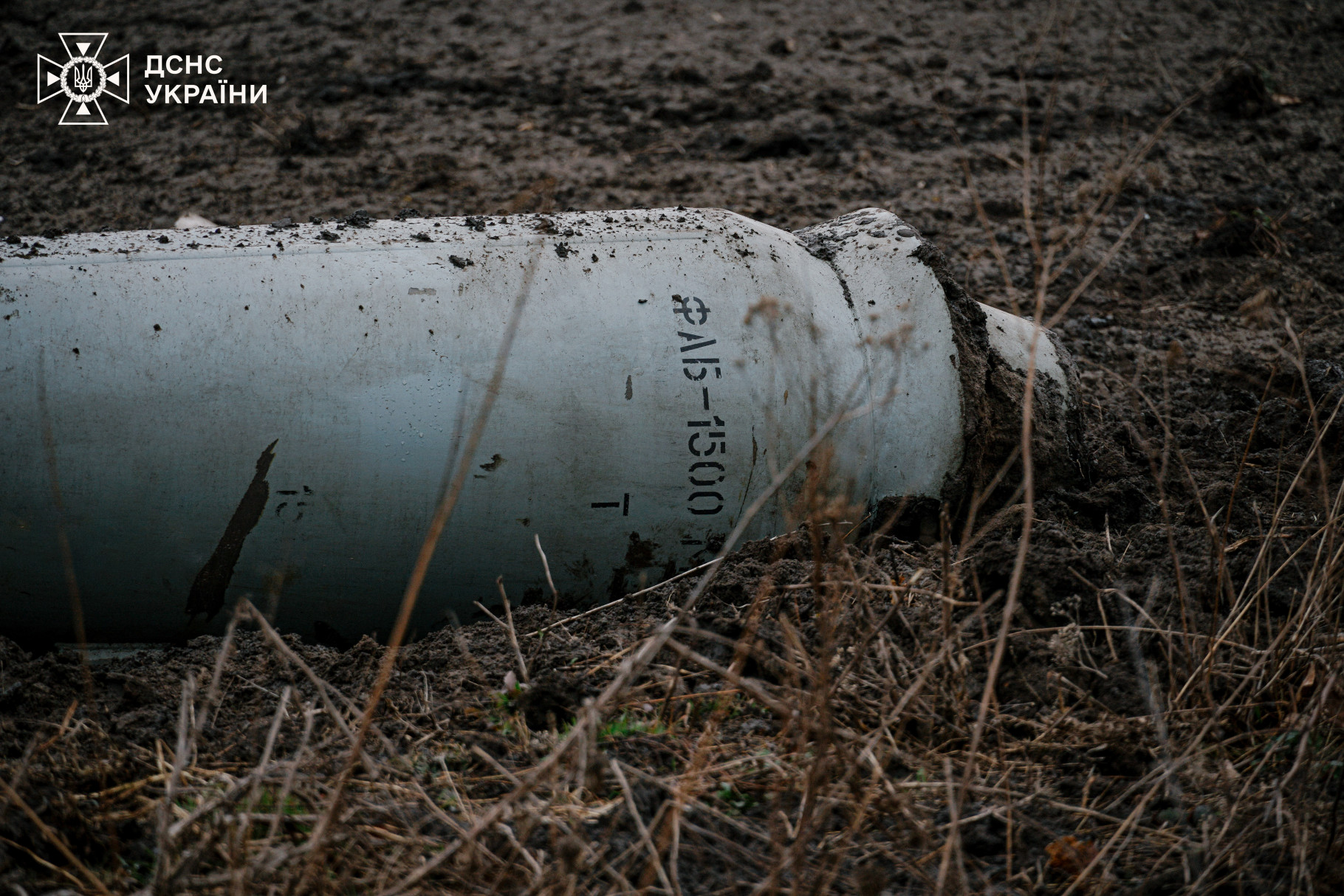
Retrouvée à Sélydové en mars 2024.
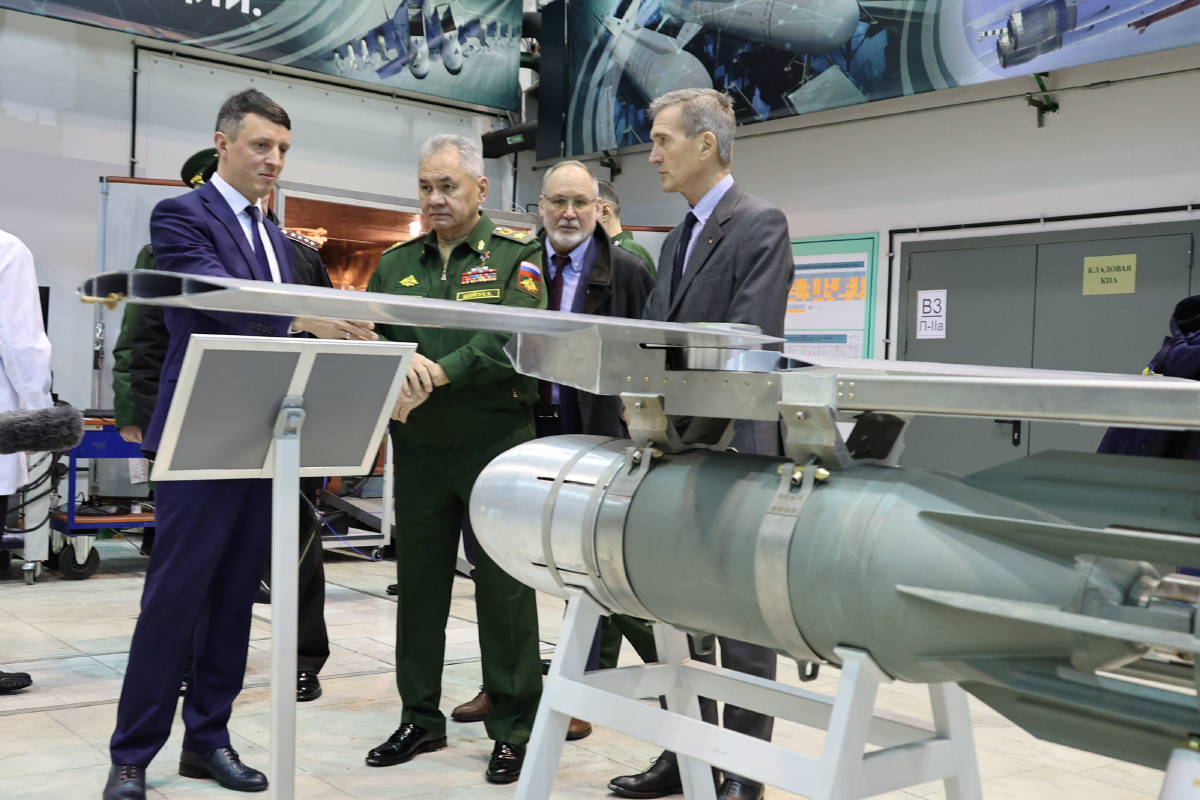
FAB-250 M-54 avec son kit UMPK.